# Renault Type BH
La Type BH (vedi foto) era un'autovettura di gran lusso prodotta tra il 1908 ed il 1909 dalla Casa francese Renault.

## Profilo
Presentata il 18 giugno 1909, la Type BH andò a sostituire la Type AR, sebbene quest'ultima fosse di cilindrata nettamente superiore. Il nuovo modelo, infatti, montava un motore simile nell'architettura, vale a dire che era un 6 cilindri in linea composto da tre blocchi bicilindrici separati, con albero a gomiti su 4 supporti di banco. La lubrificazione avveniva attraverso una pompetta azionata dal conducente, mentre il radiatore per il raffreddamento del motore era sistemato tra la parte posteriore del vano motore ed il divisorio con l'abitacolo. La differenza stava nelle dimensioni dei cilindri, ognuno dei quali era caratterizzato da misure di alesaggio e corsa pari a 100x160 mm, misure che comportavano così una cilindrata di 7540 cm³. Nonostante la sensibile diminuzione di cilindrata (la precedente Type AR raggiungeva una cilindrata di ben 9.5 litri), la potenza massima raggiungeva comunque 50 CV a 1000 giri/min. Mentre il precedente modello raggiungeva un simile tetto di potenza massima a 1200 giri/min, in questo caso i tecnici della Casa sono riusciti a raggiungere prestazioni analoghe anche ad un regime inferiore, aspetto in cui si erano prefissati di riuscire perché si erano accorti che nella Type AR, un regime troppo alto rischiava di danneggiare l'albero a gomiti.

In realtà, a parte le caratteristiche del motore, la Type BH non si discostava di molto dalla Type AR, poiché oltre al propulsore stesso, le altre differenze riguardavano il maggior diametro dei tamburi dei freni e dal differente rapporto al ponte. A proposito di ciò, rimasero invariate anche le soluzioni previste per la trasmissione (ad albero cardanico) con cambio a 4 marce e per la frizione a cono in cuoio, nonché nel sistema di accensione a magnete, che in questo modello prevede di serie anche il dispositivo ad aria compressa per la messa in moto automatica.

La Type BH fu prodotta fino al 1910, quando venne sostituita dai primi modelli facenti parte della famiglia 40CV.

## Fonti
- Renault, des automobiles de prestige, C. Rouxel, M. Griselhubert, C. Gueldry, J. Dorizon, E.T.A.I.